# Katedra w Strängnäs

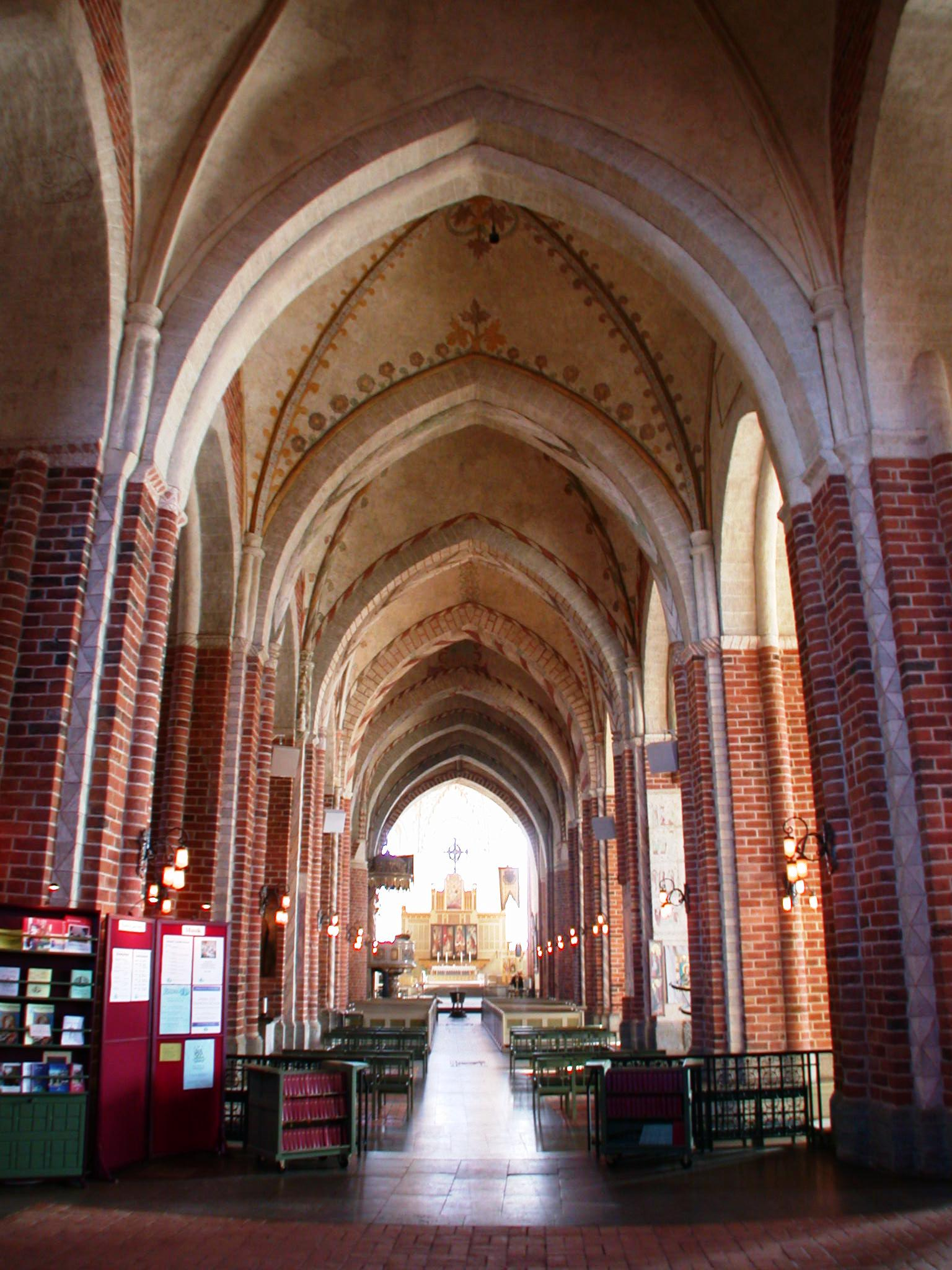
Wnętrze katedry

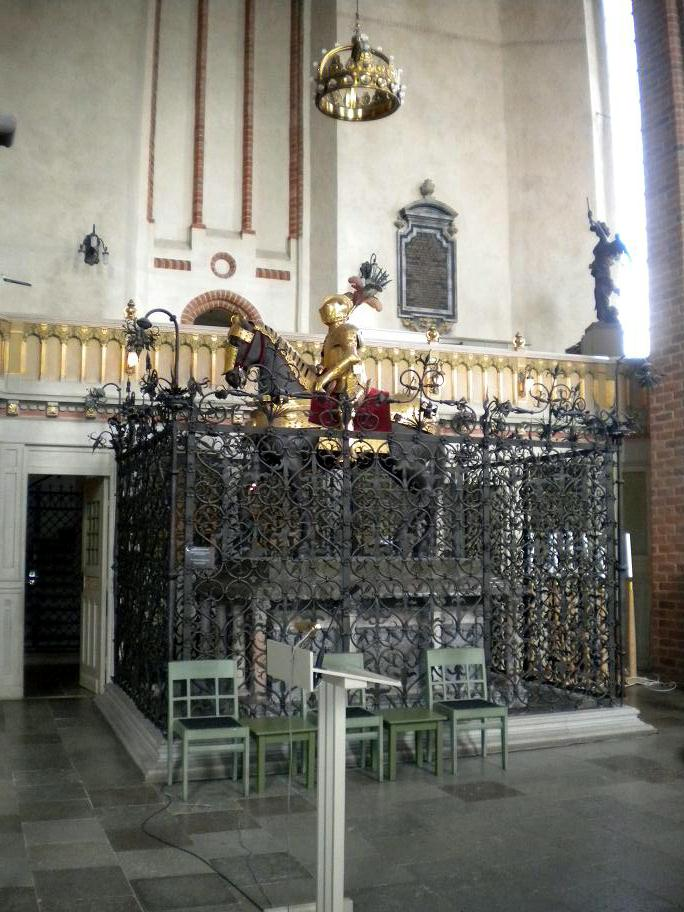
Grobowiec rodzinny króla Szwecji Karola IX

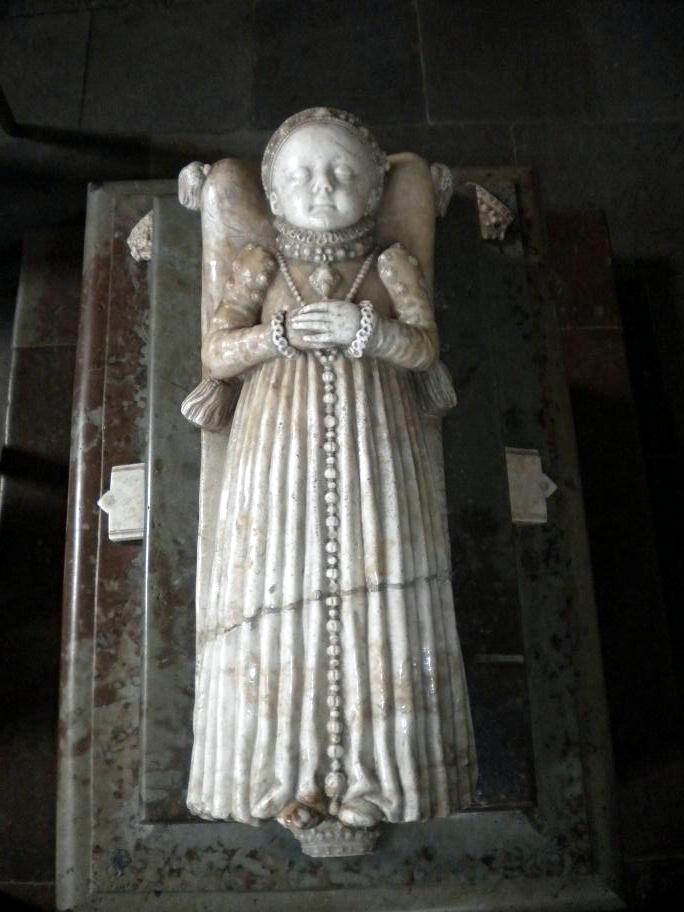
Sarkofag Izabelli Wazówny autorstwa Willem Boy (1580 r.)

Katedra w Strängnäs (szw. Strängnäs domkyrka) – kościół położony w Strängnäs, region Södermanland.
Kościół diecezjalny diecezji Strängnäs i parafialny w parafii katedralnej Strängnäs/Aspö szwedzkiego kościoła ewangelicko-luterańskiego.
Katedra ma status zabytku sakralnego według rozdz. 4 Kulturminneslagen (pol. Prawo o pamiątkach kultury) ponieważ została wzniesiona do końca 1939 (3 §).

## Historia
Katedra w Strängnäs, nosząca wezwanie św. Apostołów Piotra i Pawła powstała jako trzynawowa, gotycka świątynia ceglana na miejscu pierwotnego, drewnianego kościoła.
Na pocz. XII w. w miejscu obecnej katedry zbudowany został drewniany kościół klepkowy, który z kolei powstał na dawnym miejscu składania ofiar przez wikingów, z wykorzystaniem charakterystycznej dla nich ornamentyki.
Ok. 1250 do Strängnäs przybyli dominikanie i rozpoczęli budowę klasztoru i kościoła w północnej części miasta, w miejscu męczeńskiej śmierci św. Eskila. Podczas budowy korzystali on ze wskazówek budowniczych kościoła Najświętszej Maryi Panny w Sigtunie. Według niepotwierdzonych informacji częściowo ukończona świątynia miała być latem 1291 konsekrowana przez biskupa Anunda Jonssona, ale spłonęła tego samego dnia. Prace budowlane wznowiono i powtórna konsekracja gotowej świątyni miała miejsce przypuszczalnie ok. 1334. Ok. 1342 rozpoczęto pierwsza rozbudowę kościoła poprzez dobudowanie szeregu kaplic do jego południowej strony, kolejno od wschodu: kaplicy rodu Stenbocków ok. 1340-1345, a następnie kaplicy grobowej Carla Carlssona Gyllenhielma i kaplicy rodu Djäkne. Od strony zachodniej wzniesiono kaplicę Mariacką (ok. 1404) i kaplicę rodu von Hessenstein (1425).
W ciągu XIV w. pomalowano sklepienia świątyni a między 1424 a 1444 wybudowano od strony zachodniej wieżę. W latach 1448–1462 wybudowano od wschodu gotyckie, trzynawowe, zamknięte poligonalnie prezbiterium z obejściem; od strony północnej dobudowano zakrystię. Po udekorowaniu prezbiterium freskami odbyła się w dzień przesilenia letniego 1462 jego konsekracja.
W 1479 biskupem został Kort Rogge (zm. 1501). Należał on do politycznie aktywnych ludzi kościoła, ale był też zaangażowany w budowę katedry. Po pożarze w 1473 naprawiono uszkodzone części budowli a biskup zezwolił ponadto na podwyższenie wieży, która po dobudowaniu prezbiterium musiała wydawać się odrobinę za niska, i pokrył cały kościół jednym, wspólnym dachem. Do ok. 1500 dobudowano jeszcze jedna kaplicę boczną oraz dodatkową zakrystię od północy. Biskup Rogge fundował poza tym dwa ołtarze szafkowe, z których większy, przeznaczony dla ołtarza głównego, wykonany został we Flandrii a wykończony w Brukseli w 1490.
W 1566 roku pochowano w świątyni Izabellę Wazównę, córkę króla Szwecji Jana III Wazy i Katarzyny Jagiellonki, siostrę króla Polski Zygmunta III Wazy.
W 1648 wybudowano wielki portal zachodni z filarem; w latach 1740-1742 wieża otrzymała swój dzisiejszy wygląd, prawdopodobnie według planów Carla Hårlemana (1700-1753).
W latach 1907–1910 podjęto zakrojoną na szeroką skalę restaurację katedry pod kierunkiem Fredrika Lilljekvista (1863-1932) z Jonem Sigurdem Curmanem (1879-1966) jako nadzorcą. Nowe wyposażenie katedry: ławki, lampy na filarach, urządzenie chóru organowego z prospektem organowym zostało wykonane w stylu secesji. W projekcie wykorzystał Curman po raz pierwszy zasady restauracji zabytków, których nauczył się podczas swych podróży zawodowych po Europie, m.in. zasady, iż naleciałości z każdej epoki należy uszanować. Dzięki temu katedra w Strängnäs najlepiej ze wszystkich katedr Szwecji zachowała swój średniowieczny charakter.
W drugi dzień Bożego Narodzenia 1999 konsekrowano kaplicę męczenników w jednej z zakrystii, przeznaczoną dla uczczenia wszystkich męczenników kościoła na całym świecie. W skład wyposażenia kaplicy weszła m.in. XV-wieczna rzeźba lubeckiego mistrza Bernta Notke, przedstawiająca św. Eryka.

## Architektura
Katedra w Strängnäs, sięgająca swymi początkami średniowiecza jest budowlą ceglaną, trzynawową z zamkniętym poligonalnie od wschodu prezbiterium i wieżą od strony zachodniej. W przyziemiu wieży jest portal wejściowy. Pomiędzy wieżą a nawą główną zachowały się resztki portalu pierwotnego kościoła. Nawa główna nakryta jest dachem dwuspadowym, zaś nawy boczne mają własne dachy jednospadowe. Nawy przekryto sklepieniem kryształowym a prezbiterium – gwiaździstym. W obejściu prezbiterium i w nawach bocznych znajduje się szereg kaplic, a od strony północnej również zakrystia. Katedra ma 93 m długości i 33 m szerokości; jej wieża wznosi się na wysokość 75 m.

## Biblioteka katedry
Biblioteka katedry (Strängnäs domkyrkobibliotek) jest jedną z najstarszych bibliotek w Szwecji. Jej początki sięgają 1316 roku, kiedy to klasztor dominikanów w Strängnäs otrzymał darowiznę zapisaną w testamencie. Biblioteka została następnie rozbudowana przez biskupów Korta Rogge i Johannesa Matthiæ. W XVII wieku została powiększona  przez królową Krystynę Wazównę o łupy wojenne z  Pragi, Ołomuńca i Mikulova. W XVIII wieku bibliotekę rozszerzono poprzez darowizny i zapisy testamentowe. W 1863 roku wykładowca historii w gimnazjum, Henrik Aminson (1814–1885) opublikował kompleksowy katalog mający ponad 600 stron, zatytułowany Bibliotheca Templi Cathedralis Strengnesensis, quae maximam partem ex Germania capta est circa finem belli triginta annorum, descripta.